# Епифановский
Епифановский — упразднённый посёлок в Коченёвском районе Новосибирской области России. Входил в состав Новомихайловского сельсовета. Исключен из учётных данных в 2005 г.

## География
Располагался в 9 км к северо-западу от села Новомихайловка и в 4 км к юго-западу от деревни Ермиловка.

## История
Основан в 1899 г. В 1928 году состоял из 102 хозяйства. В административном отношении являлся центром Епифановского сельсовета Коченёвского района Новосибирского округа Сибирского края.
Посёлок был основан четырьмя братьями по фамилии Чех. Среди них особенно выделялся Епифан — талантливый столяр и мастер резьбы по дереву. Его искусные работы быстро завоевали известность далеко за пределами родных мест.В итоге оно было названо в его честь — так появился посёлок Епифановский.

## Население
В 1926 году в посёлке проживало 488 человек (241 мужчина и 247 женщин), основное население — русские.
По данным переписи 2002 году в поселке отсутствовало постоянное население.